# (35625) 1998 KK8
1998 KK8 (asteroide 35625) é um asteroide da cintura principal. Possui uma excentricidade de 0.08254600 e uma inclinação de 10.31016º.
Este asteroide foi descoberto no dia 23 de maio de 1998 por LONEOS em Anderson Mesa.